# Giovanni Battista Bertucci il Vecchio
Pour les articles homonymes, voir Famille Bertucci et Bertucci.
Giovanni Battista Bertucci il Vecchio né à Faenza (actif entre 1495 et avril 1516) est un peintre italien.

## Biographie
Giovanni Battista Bertucci il Vecchio est le chef de file d'une famille d'artistes italiens parmi lesquels le dernier membre n'est autre que son neveu et homonyme Giovan Battista Bertucci il Giovane (1539 – 1614).
Il est documenté à Faenza à partir de 1495 où il a peint des sujets à thèmes religieux.
Sa première formation artistique a été effectuée en Ombrie et pendant longtemps les tableaux Saint Jean-Baptiste et Marie-Madeleine furent attribuées au Pinturicchio mais à la suite d'une étude du critique d'art Giovanni Battista Cavalcaselle, l'attribution fut corrigée pour Giovanni Battista Bertucci il Vecchio.
Ces deux tableaux constituaient à l'origine les panneaux latéraux d'un polyptyque réalisé vers 1509 pour l'église du couvent Santa Caterina de Faenza (commande de la famille Mengolini). Le polyptyque fut démembré à la suite de la suppression du couvent sous l'occupation napoléonienne. La partie centrale (Adoration des rois mages) se  retrouva au musée de Berlin et fut perdue lors des combats de 1945 tandis que la lunette était signalée à Graz.
Jusqu'à la fin du XIXe siècle il a été confondu avec le peintre florentin Biagio di Antonio Tucci qui était présent par intermittence à Faenza entre 1476 et 1504.

## Œuvres
Pinacothèque de Faenza
- Sainte Marie-Madeleine, panneau de 111,5 × 54 cm,
- Saint Jean-Baptiste, panneau de 111,5 × 54 cm,
- Vierge à l'Enfant et Saint Paul, retable de 54,5 × 44 cm,
- Vierge à l'Enfant et les saints Bernardin de Sienne, Jean-Baptiste, Pape Célestin et Antoine de Padoue, retable de 123 × 175 cm

- Pala Cittadini (1511),
- Adoration des rois mages, musée de Berlin (perdue).
- Sainte Famille, Museum of Fine Arts, Boston.

## Sources
- x